# いしかわ総合スポーツセンター
いしかわ総合スポーツセンター（いしかわそうごうスポーツセンター）は、石川県金沢市にある県立のスポーツ施設。県立運動公園である西部緑地公園の北側に位置する。

## 概要
2008年4月12日にこけら落とし。こけら落としには女子バレープレミアリーグのエキビジョンマッチが開催。同月末には重量挙げのアジア選手権が開催された他、2008年8月21日には第38回全日本中学校バレーボール選手権大会開会式が、22日には同施設内で試合が行われた。2023年にはいしかわ百万石国文祭開会式があり、天皇・皇后が来場した。
メインアリーナは3,680m2（80m×46m）、座席数5,019席（固定席2,806席、可動席2,152席、車いす席42席、貴賓席19席）で、バレーボール、バスケットボール、ハンドボールの試合が中心。その他、サブアリーナ（1,702m2、46m×37m）、プール（25m×6コース）、トレーニングルームと付帯施設からなる。特に、トレーニングルームに隣接して、基礎体力や筋力などを科学的に測定できる機器を設置した測定諸室を持つ。老朽化し手狭となった石川県体育館に代わる施設で、生涯スポーツの拠点となることを目指している。
有料施設であり、施設使用料金が個人用・専用使用用途で別途料金指定されている。
2024年（令和6年）1月1日に発生した能登半島地震では、1.5次避難所として機能した。

## 運営
石川県スポーツ協会、北陸体力科学研究所、石川県ビルメンテナンス協同組合の三社による石川県スポーツ協会グループが、指定管理者として管理運営を行っている。

## 利用時間
- 開館時間：9:00 - 22:00
- 休館日：年末年始（12月29日 - 1月3日）

## アクセス
- 自家用車

金沢駅（JR・IR）西口から車で約20分。
- バス

金沢駅から安原または済生会病院行き、稚日野バス停下車。